# Phú Vinh, Tân Lạc
Phú Vinh là một xã thuộc huyện Tân Lạc, tỉnh Hòa Bình, Việt Nam.
Xã Phú Vinh có diện tích 34,89 km², dân số năm 1999 là 3284 người, mật độ dân số đạt 94 người/km².